# Cabin Fever (Rasputina)
Cabin Fever è il terzo album in studio del gruppo rock statunitense Rasputina, pubblicato nel 2002.

## Tracce
1. Gingerbread Coffin – 3:43
2. Thimble Island – 2:41
3. State Fair – 3:11
4. Sweet Water Kill (The Ocean Song) – 3:33
5. Remnants of Percy Bass – 3:34
6. Rats – 3:07
7. Clipped – 2:51
8. PJ + Vincent & Matthew + Björk – 2:26
9. My Orphanage – 3:17
10. Cross Walk – 3:22
11. Hunter's Kiss – 3:55
12. Our Lies – 3:09
13. AntiqueHighHeelRedDollShoes – 2:13
14. Cooped – 1:09
15. A Quitter – 7:31